# Змиив
Змиив (на украински: Зміїв) е град в източна Украйна, част от Чухуивски район на Харковска област. Населението му е около 14 071 души (2021).
Разположен е на 93 метра надморска височина на Донецкото възвишение, на десния бряг на река Северски Донец и на 34 километра южно от Харков. Селището е основано към 1640 година от казашкия предводител Киндрат Сулима и през следващите десетилетия е място на сблъсъци между казаци и кримски татари.

## Известни личности
Родени в Змиив
- Игор Волк (1937 – 2017), космонавт
- Георгий Макогоненко (1912 – 1986), литературен историк